# Marlene José Bento
Marlene José Bento, conocida simplemente como Marlene (Río de Janeiro, 23 de junio de 1938-Niterói, 27 de octubre de 2020), fue una jugadora brasileña de baloncesto que ocupaba la posición de pívot.

## Carrera deportiva
Fue parte de la Selección femenina de baloncesto de Brasil con la que alcanzó la medalla de bronce en los Juegos Panamericanos de 1955 en Ciudad de México, la medalla de plata en los Juegos Panamericanos de 1959 en Chicago y en los Juegos Panamericanos de 1963 en São Paulo, y la medalla de oro en los Juegos Panamericanos de 1967 en Winnipeg y en los Juegos Panamericanos de 1971 en Cali; además, fue vencedora del Campeonato Sudamericano de Baloncesto femenino adulto de Perú 1958, Brasil 1965, Colombia 1967, Chile 1968 y Ecuador 1970.
Por otro lado, participó del equipo que alcanzó la medalla de bronce en el Campeonato Mundial de Baloncesto Femenino de 1971 realizado en Brasil. Adicionalmente, ha sido candidata para ingresar dentro del grupo de Miembros del Salón de la Fama FIBA.
Bento falleció el 27 de octubre de 2020.